# Choi Chung-min
Dans ce nom coréen, le nom de famille, Choi, précède le nom personnel.
Choi Chung-min (coréen : 최정민) (né le 30 août 1930 à Pyongyang en Corée japonaise, et mort le 8 décembre 1983 en Corée du Sud) est un footballeur international sud-coréen, qui évoluait au poste d'attaquant, avant de devenir entraîneur.

## Biographie

### Carrière de joueur

#### Carrière en sélection
Avec l'équipe de Corée du Sud, il dispute 30 matchs (pour 17 buts inscrits) entre 1952 et 1961. Il figure notamment dans le groupe des sélectionnés lors de la coupe du monde de 1954. Lors du mondial, il dispute un match face à la Hongrie.
Il participe également à la coupes d'Asie des nations de 1956 puis à celle de 1960.

## Palmarès
Corée du Sud
- Coupe d'Asie des nations (2) :
  - Vainqueur : 1956 et 1960.